# Der Schwanendreher

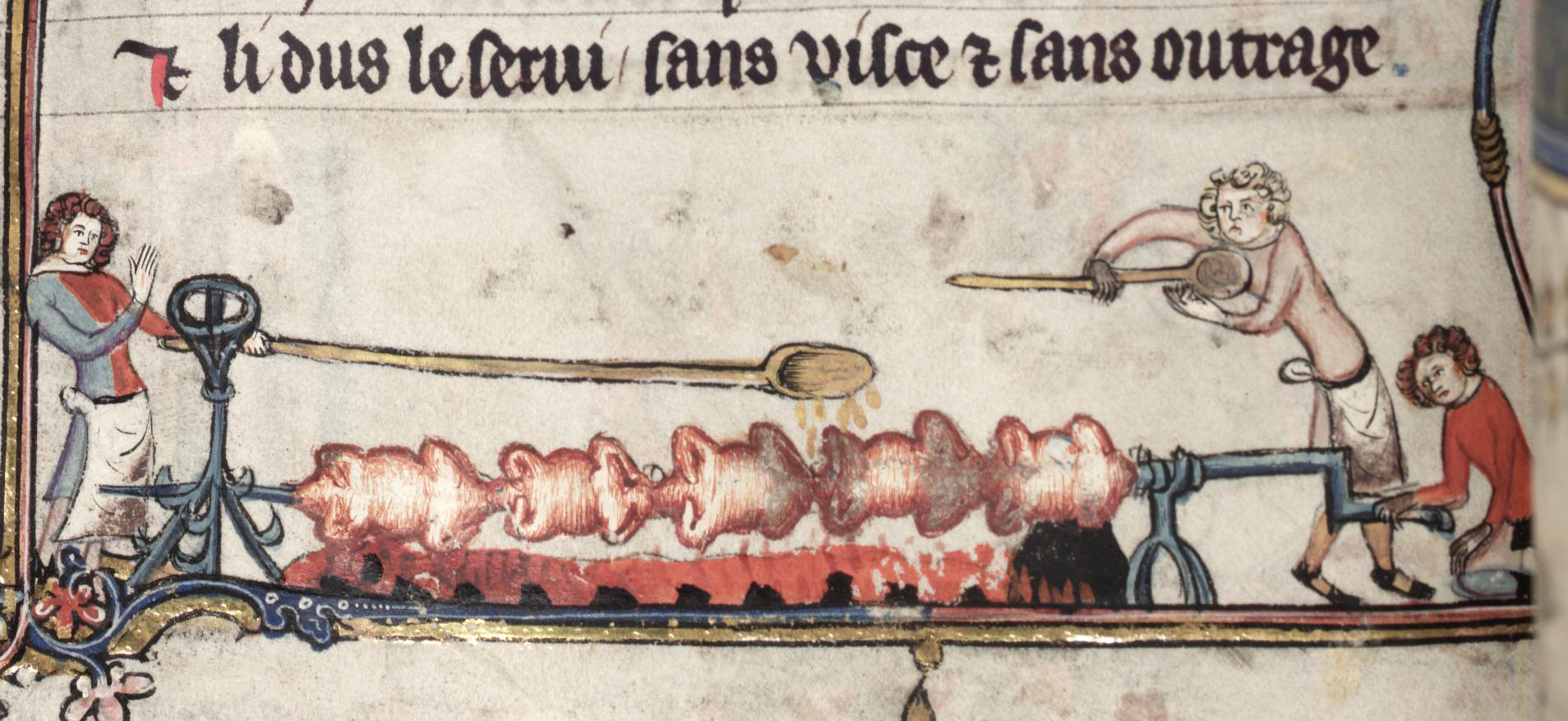
"Der Schwanendreher" signifie le "tourneur de cygne" soit le cuisinier qui tourne la broche où est la viande. (ci-dessus du poulet est sur la broche.)

Der Schwanendreher est un concerto pour alto écrit par Paul Hindemith durant l’été 1935. L'œuvre a été créée le 14 novembre 1935 à Amsterdam, sous la direction de Willem Mengelberg, le compositeur tenant la partie soliste.

## Genèse
Le compositeur était un altiste réputé et a écrit diverses partitions pour cet instrument. Le concerto en question est le troisième qu’il écrivit. L’effectif de l’orchestre est remarquable par l’absence de violons et d’altos (mise à part le soliste).
Le titre désigne le cuisinier chargé de rôtir à la broche les cygnes. Il a été inspiré par un recueil de chansons publié en 1877 par Franz Böhme, l’Altdeutsches Liederbuch, dont le chant Seid ihr nicht der Schwanendreher ? (n’êtes-vous pas le tourneur de cygne) constitue le thème du dernier mouvement.
En préface de ce concerto, le musicien a écrit « Un ménestrel rend visite à une joyeuse assemblée et joue pour cette dernière plusieurs musiques venant de loin, chansons joyeuses ou plus graves avec une danse en guise de final. Avec son imagination et sa dextérité, il orne et développe les vieux thèmes avec fantaisie ». Il dessina lui-même une illustration montrant plusieurs cygnes captifs d’une roue sur le feu. On peut se demander s’il ne s’agit pas d’une métaphore sur les rapports difficiles entre le nazisme montant et l’artiste, qui l’obligera peu après à émigrer.

## Orchestration
| Instrumentation de « Der Schwanendreher »                           |
| Cordes                                                              |
| 1 alto soliste                                                      |
| 4 violoncelles, 3 contrebasses                                      |
| Bois                                                                |
| 2 flûtes, dont 1 joue le piccolo 1 hautbois 2 clarinettes, 1 basson |
| Cuivres                                                             |
| 3 cors, 1 trompette, 1 trombone                                     |
| Percussions                                                         |
| timbales, harpe                                                     |

## Structure
L'œuvre se compose de trois mouvements, chacun reprenant le thème d’une chanson et son interprétation dure un peu moins d’une demi-heure.
1. Zwischen Berg und tiefem Tal (Entre montagne et vallée profonde)
2. Nun laube, Lindlein, laube ! (Maintenant couvre toi de feuilles, petit tilleul !)
3. Variations : Seid ihr nicht der Schwanendreher ? (N'êtes-vous pas le cuisinier chargé de rôtir le cygne ?)